# Dah (Mali)
Pour les articles homonymes, voir Dah.
Dah ou Da est une localité et une commune rurale du Mali de l'arrondissement de Sourountouna, dans le cercle de Kimparana et la région de San.

## Géographie
La localité de Dah (altitude 285 m) est située à l'ouest de la route nationale RN 13 (axe San-Koutiala) à 20 km au sud du chef-lieu régional San.
| Niasso    | San          | Somo    |
| N'Torosso | Dah          | Yasso   |
| Diéli     | Sourountouna | Sanékuy |

## Villages
La commune rurale s'étend sur 26 localités relevées lors du recensement général de 2009. 
Les villages les plus peuplés sont :
- Cinzara Bambara (1 495 habitants) ;
- Dah (1 291 habitants) ;
- Dasso Noupesso (932 habitants).

La loi 2023-007 attribue 27 villages à la commune rurale  :
- Dah
- Nougousso Katala
- Dasso Nouakan
- Cinsara Bambara
- Kadiologo Kéfokan
- Amadibougou
- Dacoura
- Dangasso
- Toura Bambara
- Toura Marka
- Toura Peulh
- Zambléna Sobala
- Cinsara Marka
- Nathiérékan
- Djiguiyara
- Dombala
- Dasso Noupesso
- Zamblena Sanzo
- Kadiologo Kafono
- Tamaro (San Central)
- Modibougou
- Dialakoro
- Fermébougou
- Fiankasso Nampabougou
- Fiankasso Kantébougou

## Cultes
- Mosquée de Dah